# Cyrtandra revoluta
Cyrtandra revoluta là một loài thực vật có hoa trong họ Tai voi. Loài này được Fosberg & Sachet mô tả khoa học đầu tiên năm 1981.